# 圣爱德华宝座

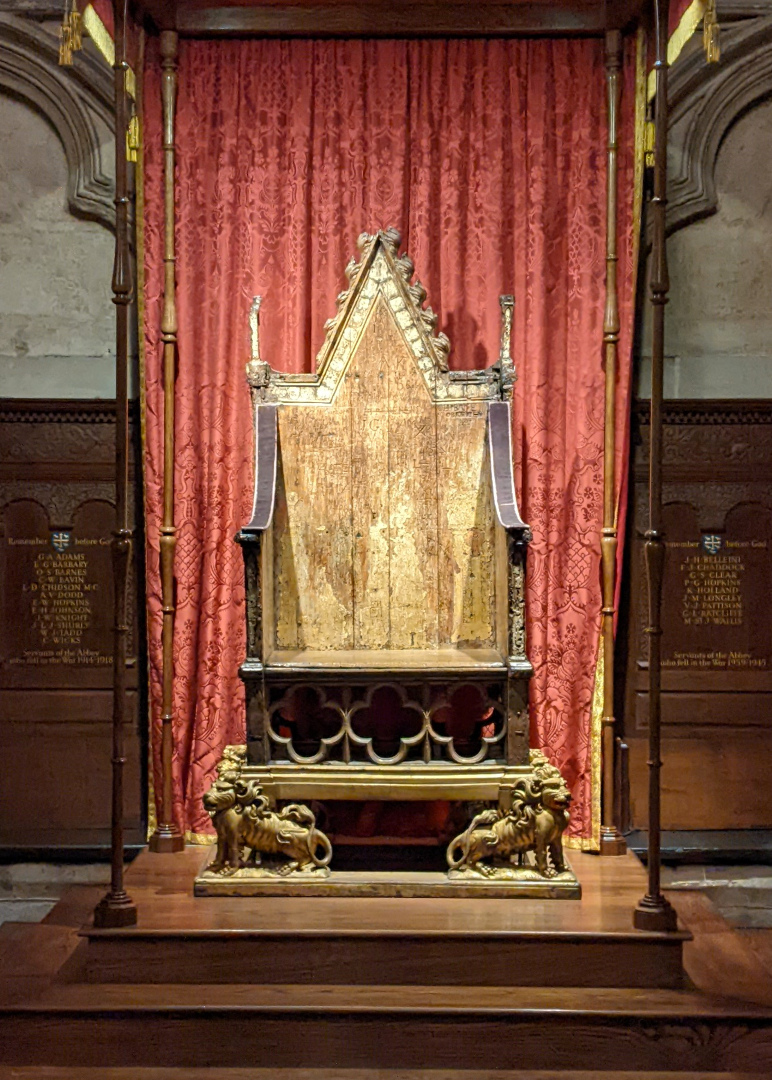
存放于西敏主教座堂的爱德华宝座，下方的斯昆石已被移走。

圣爱德华宝座（英語：Saint Edward's Chair）亦称加冕椅，是英國君主加冕禮專用御座，爱德华一世於1296年委托制造，宝座下方放置由他从苏格兰带回英格兰的战利品：斯昆石，直到1996年11月15日，英国内政部才将斯昆石交还苏格兰政府带回爱丁堡城堡，但要求每次举行英王加冕仪式时，需将斯昆石放回宝座下。

## 历史

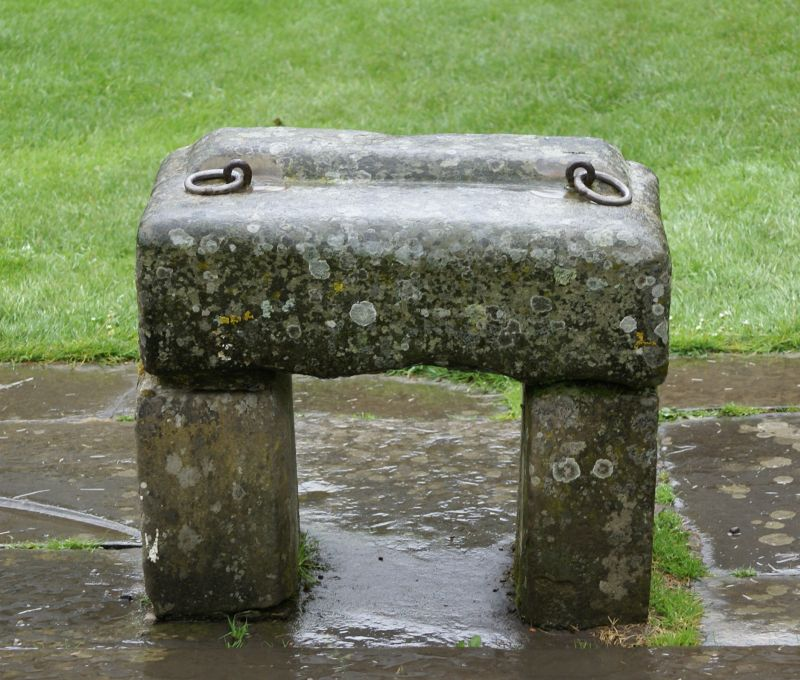
宝座下方斯昆石的复制品

从1308年至今，几乎所有英格兰（至1603年）和大不列颠君主都是坐在圣爱德华宝座上进行加冕仪式并接受塗油禮。但也有例外，玛丽一世和玛丽二世的加冕椅由教皇提供（玛丽二世用的是复制品）。
在八百多年的历史中，宝座只被移出威斯敏斯特教堂3次。第一次是被移到威斯敏斯特宫（如今的国会大厦）的威斯敏斯特厅，为奥利弗·克伦威尔出任英格兰的护国公举行典礼。之後為了躲避第二次世界大战战火，又被移到格洛斯特大教堂。第三次是1950年圣诞节，四个苏格兰学生（伊恩·汉密尔顿、加文·弗农、凱·麥弗森和艾伦·斯图尔特）将宝座下的斯昆石偷回苏格兰。

1914年，宝座在炸弹袭击中受损，攻击的策划者是一群女性投票權社運的參與者，宝座随后被修复。如今宝座現存於西敏寺内一个紧邻着亨利五世墓的现代底座上被嚴加看管，只在加冕仪式时才会搬出，最近一次寶座用於加冕儀式是在2023年5月6日於現任國王查爾斯三世的加冕典禮上。

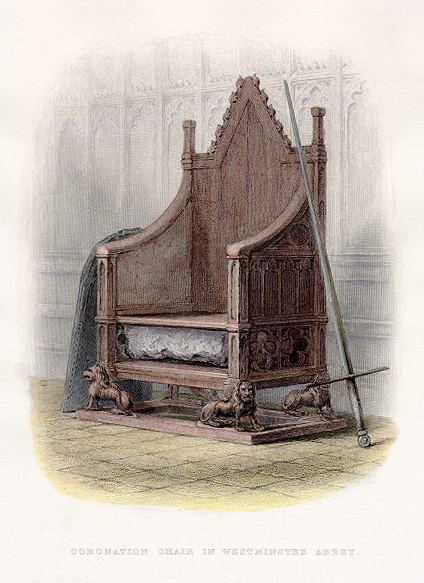
存放于威斯敏斯特大教堂中的圣爱德华宝座，下方可见斯昆石，1855年油画

## 设计
圣爱德华宝座采用高背哥特式设计风格。相传由名叫沃尔特的伐木工人砍下一棵橡树所制造，并收了在当时相当可观的100先令酬金。宝座原為塗金，四周均有绘画，背面画有忏悔者爱德华或爱德华一世的全身画像，画中人物双脚站在底座的塗金狮子上。几百年过去了，如今除了背面和两侧下方還仅存有一些树叶、鸟类和动物图案，大部分的塗金早已褪去，精美的绘画也蕩然無存。在18世紀到19世纪，一些早期的遊客或教會唱诗班的成员，會将自己名字的首個字母偷刻在宝座上以宣示「到此一遊」。宝座下方以16世纪外加的四个鎏金狮子所支撑，由于失修，1727年重新做了四个新的狮子并使用至今，此外金獅與座板間還有储柜用来放置蘇格蘭的王權象徵：斯昆石。

## 加冕用的其他座椅
在英王加冕仪式上，还会用到其他专用座椅，例如英国首相和其伴侣坐的椅子被放在圣殿的北侧。另外，在宣读教义接受洗礼时，君主是先坐在一张放在过道中央的宝座接受塗油禮，之後再移驾到圣爱德华宝座接受正式加冕。这些寶座每次加冕典礼都会新作一套，仪式后將被移到皇宫中保存，目前伦敦白金汉宫的宝座厅中放着维多利亚女王、乔治六世及伊丽莎白二世塗油仪式的座椅，爱德华七世和亚历山德拉王后的放在白金汉宫的舞厅，乔治五世和瑪麗王后的則放在爱丁堡的荷里路德宫。